# Neobatrachus albipes
Neobatrachus albipes es una especie  de anfibios de la familia Limnodynastidae.

## Distribución geográfica
Se encuentra en Australia.